# 39795 Marson
39795 Marson è un asteroide troiano di Giove del campo greco. Scoperto nel 1997, presenta un'orbita caratterizzata da un semiasse maggiore pari a 5,175763 UA e da un'eccentricità di 0,097682, inclinata di 6,730706° rispetto all'eclittica. Ha un diametro di 18,342 km e un'albedo di 0,052.
Fa parte della famiglia di asteroidi Eurybates.
L'asteroide è dedicato allo schermitore paralimpico italiano Roberto Marson, plurimedagliato alle paralimpiadi.